# HLR 74
De HLR 74 is een reeks van diesellocomotieven van de NMBS voor de rangeerdienst.

## Benamingen
De meeste rangeerlocomotieven van de NMBS krijgen roepnamen, om de identificatie over de radio tijdens het rangeren in de grote bundels te vergemakkelijken.
Zo zijn volgende locomotieven gezien met deze roepnamen (met plaats en datum):
- 7401 = Annelies (Antwerpen-Noord, 04/11/1983)
- 7402 = Mars (Antwerpen-Noord, 21/8/2004)
- 7403 = Tango (Antwerpen-Noord, 15/5/2004)
- 7404 = Osiris (Antwerpen-Noord, 26/6/2001)
- 7405 = Mazurka (Antwerpen-Noord, 21/8/2004)
- 7406 = Sirius
- 7408 = Uranus
- 7409 = Kimono (Antwerpen-Noord, 16/6/2010)
- 7410 = Monique (Antwerpen-Noord, 4/11/1983)